# Mikroport
Mikroport je miniaturní bezdrátový mikrofon. Celý set se skládá ze 3 hlavních součástí: miniaturního mikrofonu (průměr mikrofonu je obvykle do 5 mm), vysílače (bodypacku) umístěného za páskem a přijímače umístěného u mixážního pultu. Používá se obvykle tam, kde je potřeba zesílit nebo mixovat zvuk interpreta (zpěváka, herce, moderátora), a zároveň je snaha o „neviditelnost“ mikrofonu. Lze se s ním tak setkat při muzikálových vystoupeních, divadelních představeních, televizních talkshow apod.
Umístění mikroportu je obvykle na obličeji (tvář, čelo), případně do klopy. Často užívanou variantou je také použití headsetu, pomůcky která se zachytí zezadu za uši a udržuje pozici miniaturního mikrofonu těsně vedle úst interpreta.
Výrobě mikroportů nebo mikrofonů pro mikroporty se věnuje většina významných značek výrobců mikrofonů (např. Sennheiser, Shure, AKG, DPA).